# Alexis Claude Clairaut
Alexis Claude Clairaut (Clairault alakban is előfordul) [ejtsd: kleró] (Párizs, 1713. május 3. – Párizs, 1765. május 17.) francia matematikus és csillagász.

## Munkássága
Részt vett a lappföldi fokmérésben, foglalkozott a Föld alakjának meghatározásával, a Hold mozgásának leírására új közelítéseket dolgozott ki a háromtest-problémára, valamint kiszámította a Halley-féle üstökös visszatérését 1759. április 17-ére.

## Nevezetesebb művei
- Recherches sur les courbes à double courbure (1731)
- La théorie de la figure de la terre (1743)
- Théorie de la lune (1752)
- Mémoire sur le problème des trois corps (1759)

## Külső hivatkozások
- Chronologie de la vie de Clairaut (1713-1765)
- John J. O'Connor és Edmund F. Robertson. Alexis Claude Clairaut a MacTutor archívumban. (angolul)
- W.W. Rouse Ball A Short Account of the History of Mathematics